# Cotentin
Cotentin is een schiereiland en streek in Normandië in Frankrijk. De naam verwijst naar de stad Coutances, vroeger Constantia, naar de Romeinse keizer Constantius. De grootste stad van het gebied is Cherbourg-en-Cotentin in het noorden, maar ook de zuidelijke steden Saint-Lô, Villedieu-les-Poêles en Granville horen bij de historische provincie.
Dit schiereiland is een région naturelle, dat péninsule du Cotentin heet. De naam Cotentin wordt tegenwoordig vaak tot dit gebied beperkt en dan ligt zelfs Coutances zelf erbuiten. De Kanaaleilanden hoorden oorspronkelijk ook bij de historische provincie Normandië, maar die werd in 1790 in twee departementen verdeeld: Manche en Calvados.

## Toponiemen
Naar de naam Cotentin wordt verwezen in de namen van enkele (voormalige) gemeenten en plaatsen in de streek:
Bricquebec-en-Cotentin,
Cherbourg-en-Cotentin,
Saint-Maurice-en-Cotentin en
Pierrepont-en-Cotentin.